# カシン (オゴデイ家)
カシン（モンゴル語: Qašin、中国語: 合失、1209年? - 1234年?）は、チンギス・カンの子のオゴデイの息子で、モンゴル帝国の皇族。『元史』などの漢文史料では合失、『集史』などのペルシア語史料ではقاشیQāshīと記される。カシ、あるいは『黒韃事略』などの表記（河西䚟）に従ってカシダイとも表記される。

## 概要
『集史』「オゴデイ・カアン紀」には、チンギス・カンが河西（＝西夏国）を征服した時に生まれたため、「河西」に因んで「カシ」と名付けられたという逸話が伝えられている｡ チンギス・カンの西夏遠征は1205年・1207年・1209年・1218年・1226年の五次に渡って行われているが、1218年以後だと息子のカイドゥの生年（1230年）からして遅すぎ、1205-1207年の遠征は小規模な出兵に過ぎないため、「チンギス・カンが西夏国を従えた」と各種史料で特筆される1209年の遠征中に生まれた可能性が高いと考察されている。
カシの生母について、『集史』「オゴデイ・カアン紀」ではオゴデイの第1子グユク・第2子コデン・第3子クチュ・第4子カラチャルとともにドレゲネ所生の皇子であったとされるが、少なくともコデンは kirgis の息子であり、この点において『集史』の記述は疑わしい。一方、至正10年（1350年）に編纂された陳桱の『通鑑続編』には「オゴデイの長子はカシで、第二皇后モゲの所生である」という記述があるが、各種史料では「グユクがオゴデイの長子」と明記されており、こちらも疑わしい。但し、後述するようにカシは「太子（事実上の皇太子）」とされており、第2皇后という地位の高い妃の子であれば第5子でありながら太子とされた裏付けとなり、第2皇后所生説は蓋然性が高いとも評されている。
成長したカシンはメクリン部出身のスィプキナ（Sīpkīna）を娶り、スィプキナとの間に生まれたのが後に著名となるカイドゥであった。1232年と1235年-1236年に南宋から使者として派遣された彭大雅はモンゴル帝国の見聞録を『黒韃事略』として残しており、そこでは「カシ（河西䚟）」について 「偽太子に立てられ、漢文書を読み、馬録に師事していた（立為偽太子、読漢文書、其師馬録事）」と記されている。またこれに関連して、『烏臺筆補』「皇太子親政事状」には「また顧みるに、かつて太子カシダイは先朝（オゴデイの治世）の折に、正式な立場（位号）を与えられ政務を執り、漢人の官を自ら指導したが、これは皇太子親政の前例ではあるまいか」という記述がある。この記述ではカシをチンキム（クビライの皇太子）になぞらえており、ここでの「太子」が漢人社会で言う所の「皇太子」を指すことは疑いない。以上の『黒韃事略』と『烏臺筆補』の記述により、カシはオゴデイの治世中に「太子（事実上の皇太子）」に任命され、国政に参画して漢文を始めとする文書行政にも携わっていたようである。
しかし『集史』「オゴデイ・カアン紀」によると、カシンは父同様に大酒飲みで酒浸りだったため、父のオゴデイ・カアンの存命中に若くして亡くなってしまった。カシの死後、その死を悼んで「カシ（河西）」という地名はタブーとされ、以後西夏国の旧領は民族名を取って「タングート」と呼ばれるようになったとされる。『集史』はカシの没年にまでは言及しないが、ジャマール・カルシーの著作には「カイドゥがお腹の中にいるときにホラーサーンで死去した」旨の記述があり、カイドゥが1234年出生であることから、1233年~1234年頃に死去したと推定される。先述したように『集史』等ではクチュがこの後継者候補として特筆されるが、クチュがオゴデイの後継者候補となったのは 1234年頃にカシが死去して以後のことであったと考えられている。
カシンの死後、トルイ家のモンケ・カアンが即位するとトルイ家と対立関係にあったオゴデイ家の所領は大幅に減らされ、オゴデイ家の諸ウルスは一時的に衰退した。しかしカシンの息子のカイドゥはトルイ家内の帝位継承戦争を契機として勢力を拡大し、最終的にチャガタイ・ウルスやアリクブケ・ウルスをも併合して中央アジアに「カイドゥの王国（カイドゥ・ウルス）」とも呼称される独自の王権を樹立するに至った。従来、カイドゥが「大トゥルキー国＝カイドゥ・ウルス」を創建するに至った要因について、『集史』に「カイドゥは聡明にして狡猾であった」と記されるように、カイドゥの個人的資質が卓越していた点を強調する傾向にあった。しかし、王暁欣は上述したようにカシが「太子」としてオゴデイの後継者候補であったことを明らかにした上で、「オゴデイ-カシ-カイドゥ」という系譜こそが正当な皇統であるとの考えがあったこともカイドゥが成り上がった要因の一つとして指摘している。実際に、カイドゥが「太子」として発した命令が「碑文」として残されている事も、カイドゥが一介の皇族ではなく特に高貴な出目であったことを示唆している。

## カシン王家
- オゴデイ・カアン(Ögödei Qa'an ＞窩闊台,اوگتاى قاآن/Ūgtāy Qā'ān)
  - カシン大王(Qašin ＞合失/héshī,قاشی/qāshī)
    - カイドゥ大王(Qaidu ＞海都/hǎidōu,قايدو/qāydū)
      - 汝寧王チャパル(Čapar ＞察八児/chábāér,چاپار/chāpār)
        - 汝寧王オルジェイ・テムル(Ölǰei temür ＞完者帖木児/wánzhě tiēmùér)
          - 汝寧王クラタイ(Qulatai ＞忽剌台/hūlátái)

      - ヤンギチャル(Yangičar ＞يانگيچار/yāngīchār)
      - 叛王オロス(Oros ＞斡羅思/wòluosī,اوروس/ūrūs)
      - サルバン(Sarban ＞ساربان/sārbān)
      - クトルン・チャガン(Qutulun Čaγan ＞قوتولو ن جغا/qūtūlūn jaghā)